# Gabonstruikzanger
De gabonstruikzanger (Bradypterus grandis) is een zangvogel uit de familie Locustellidae.

## Verspreiding en leefgebied
Deze soort komt voor in Gabon en op een paar plekken in zuidelijk Kameroen en de zuidwestelijk Centraal-Afrikaanse Republiek.

## Status
De grootte van de populatie is in 2003 geschat op 600-1700 volwassen vogels. De populatie is waarschijnlijk stabiel maar wel erg klein. Op de Rode lijst van de IUCN heeft deze soort daarom de status gevoelig.